# Kalocsa
Kalocsa (pronunciación en húngaro: ['kɒlot͡ʃɒ]; en croata: Kaloča o Kalača; en serbio: Kaloča o Калоча; en alemán: Kollotschau, pronunciado en portugués y español: Calocha) es una ciudad en el komitato o condado de Bács-Kiskun, Hungría. Se encuentra a 142 kilómetros (88 millas) al sur de Budapest. Se halla en un distrito pantanoso pero altamente productivo, cerca de la orilla izquierda del río Danubio. Históricamente tuvo mayor importancia política y económica que la actual. 
Kalocsa es la sede episcopal de uno de los cuatro arzobispados católicos de Hungría. Entre sus edificios más importantes destacan la catedral, el palacio arzobispal, un observatorio astronómico, un seminario para sacerdotes y colegios para la formación de profesores. El desarrollo económico tradicional de Kalocsa es principalmente el cultivo de pimentón, la fruta, el lino, el cáñamo y los cereales, la caza de aves acuáticas y la pesca.
Kalocsa es una de las ciudades más antiguas de Hungría. El presente arzobispado, fundado hacia 1135,[cita requerida] tiene su origen en un obispado fundado en el año 1000 por el rey San Esteban. Sufrió mucho durante el siglo XVI por las invasiones de los otomanos, que asolaron el país.

## Ciudades hermanadas
La ciudad de Kalocsa está hermanada con:
- Kirchheim unter Teck, Alemania
- Totana, España
- Cristuru Secuiesc, Rumanía